# Método pseudoespectral
Método pseudo-espectral, também conhecido como método de representação por variável discreta (DVR, discrete variable representation),  são uma classe de métodos numéricos usados em matemática aplicada e computação científica para a solução de equações diferenciais parciais. Eles estão intimamente relacionados com os métodos espectrais, mas complementam a base (de um espaço vectorial) por uma base pseudo-espectral adicional, a qual permite representar funções sobre uma grade de quadratura. Isso simplifica a avaliação de determinados operadores, e pode acelerar consideravelmente o cálculo quando se usa algoritmos rápidos, como a transformada rápida de Fourier.